# Марсилия городчатая
Марсилия городчатая (лат. Marsilea crenata) — вид водных папоротников рода Марсилия. Встречается в Индонезии, Таиланде и на Гавайских островах.

## Применение
M. crenata используется как аквариумное растение.